# 物质的量

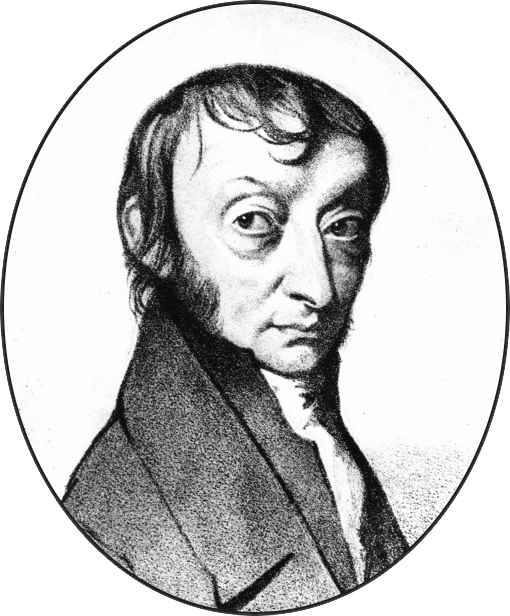
意大利科学家阿马德奥·阿伏伽德罗

物质的量（amount of substance，符号 n）又稱物質量，简称物量，在化学中定义为：给定物质样品中离散原子尺度粒子的总量或数目（N）与阿伏伽德罗常数（NA）之比值（n=N/NA）。
在国际单位制中，物量的符号为{\displaystyle n}，单位为摩尔，量纲为{\displaystyle N}。摩尔是七个基本单位之一。一個摩尔被定義為12克的碳-12同位素中的原子数目。1971年第14届国际计量大会决议通过了摩尔作为物质的量的单位，从此物理学和化学上的物量被统一起来。物量可用来度量所有粒子，如原子、分子、电子等，或者它们的特定组合。使用时要说明粒子的类别。

## 概念发展史
炼金术士，尤其是早期冶金学家，可能对物质的数量有一些概念；但除了一套配方之外，没有任何现存文献记录过人们对物质的数量的思考。

### 十八世纪
1758 年，米哈伊尔·罗蒙诺索夫 (Mikhail Lomonosov) 对质量是衡量物质数量的唯一尺度的观点提出了质疑， 但他的质疑仅与他的万有引力理论有关。物质的量概念的发展与现代化学的诞生同时发生，并且对于现代化学至关重要。
1777 年，温泽尔（Carl Friedrich Wenzel）出版了《亲和力课程》，其中他证明了“碱成分”和“酸成分”（现代术语中的阳离子和阴离子）的比例在两种中性盐之间的反应过程中保持不变。
1789年，拉瓦锡发表《基础化学论》，引入化学元素的概念并阐明化学反应的质量守恒定律。 
1792 年，里希特（Jeremias Benjamin Richter）出版了《化学计量学或测量化学元素的艺术》第一卷（后续各卷的出版一直持续到 1802 年）。 首次使用术语“化学计量”。 第一个酸碱反应当量表发布。 Richter 还指出，对于给定的酸，酸的当量质量与碱中氧的质量成正比。 
1794 年：普鲁斯特定比定律将当量的概念推广到所有类型的化学反应，而不仅仅是酸碱反应。 

### 十九世纪
1805 年：道尔顿发表了他的第一篇关于现代原子理论的论文，其中包括“气态和其他物质粒子的相对重量表”。 
原子概念的提出，让人们对原子的质量产生了兴趣。尽管许多人对原子的真实性持怀疑态度，但化学家很快发现原子量是表达化学计量关系的重要工具。
1808 年：道尔顿出版了《化学哲学新体系》，其中包含第一个原子量表（基于 H = 1）。
1809 年：盖-吕萨克体积组合定律，阐述了气体化学反应中反应物和产物体积之间的整数关系。
1811 年：阿伏加德罗假设等体积的不同气体（在相同的温度和压力下）包含相同数量的粒子，现在称为阿伏加德罗定律。
1813/1814：贝采利乌斯发布了基于 m(O)=100 尺度的原子量表中的第一个。
1815 年：普洛特发表了他的假设，即所有原子的原子量都是氢原子量的整数倍。鉴于观察到的氯原子量（相对于氢约为 35.5），该假设后来被放弃。
1819：杜隆-珀蒂定律将固体元素的原子量与其比热容联系起来。
1819 年：伊尔哈德·米修里希在晶体同构方面的工作使许多化学式得以澄清，解决了原子量计算中的一些歧义。
1834 年：克拉佩龙阐述了理想气体定律。
理想气体定律是第一个描述系统中原子或分子数量与系统的（质量以外的）其他物理性质间的关系定律。 然而，这并不足以让所有科学家相信原子和分子的存在，许多人认为它只是一个有用的计算工具。
1834 年：法拉第提出了他的电解定律，特别是“对于恒定的电量，电流的化学分解作用是恒定的”。 
1856 年： 奥古斯特·克罗尼格从动力学理论推导出理想气体定律。克劳修斯于次年发表了独立推导。
1860年：卡尔斯鲁厄会议就“物理分子”、“化学分子”和原子之间的关系进行辩论，但没有达成共识。
1865 年：約翰·洛施密特首次估计了气体分子的大小，从而估计了给定体积气体中的分子数量，现在称为洛施密特常数。
1886 年：范特霍夫证明了稀溶液和理想气体之间行为的相似性。
1886 年：欧根·戈尔德斯坦观察到气体放电中的离散粒子射线，为质谱分析奠定了基础，质谱分析随后被用来确定原子和分子的质量。
1887年：阿伦尼乌斯描述了溶液中电解质的解离，解决了依数性质研究中的问题之一。
1893 年：奥斯特瓦尔德在大学教科书中首次记录使用摩尔一词来描述物质的量单位。 
1897 年：首次在英语中使用“摩尔”一词。

### 二十世纪
到二十世纪之交，原子和分子实体的概念已被普遍接受，但仍然存在许多问题，尤其是给定样本中原子的大小及其数量。 从 1886 年开始，质谱分析法的发展支持了原子质量和分子质量的概念，并提供了直接测量的工具。
1905 年：爱因斯坦关于布朗运动的论文消除了对原子是否存在的最后怀疑，并为准确测定原子质量开辟了道路。 
1909 年：让·佩兰命名了阿伏加德罗常数并估算了其值。
1913 年：弗雷德里克·索迪和约瑟夫·汤姆孙发现了非放射性元素的同位素。
1914 年：西奥多·理查兹因“测定大量元素的原子量”而获得诺贝尔化学奖。 
1920 年：弗朗西斯·阿斯顿提出整数法则，这是普洛特假说的更新版本。
1921 年：弗雷德里克·索迪“因其在放射性物质化学和同位素研究方面的工作”而获得诺贝尔化学奖。 
1922 年：弗朗西斯·阿斯顿“因其在大量非放射性元素中发现同位素以及他的整数法则”而获得诺贝尔化学奖。
1926 年：让·佩兰获得诺贝尔物理学奖，部分原因是他在测量阿伏加德罗常数方面的工作。
1959/1960：基于 m(12C) = 12 u 的统一原子质量单位标度被 IUPAP 和 IUPAC 采用。
1968 年：国际度量衡委员会 (CIPM) 建议将摩尔纳入国际单位制 (SI)。 
1972 年：摩尔被批准为物质的量的 SI 基本单位。 

### 二十一世纪
2019年：摩尔在国际单位制中被重新定义为“包含 6.02214076×1023 个指定基本实体的系统的物质的量”。

## 旧称与辨义
“物质的量”过去也称“物质的摩尔量”、“物质的莫耳數”，或称作“化学量”，以区别质量。本条目名“物质的量”一词是专有名词，使用时不应與「质量」互相混淆。质量是物体所含物质的量，是物体惯性的度量。
简言之，“物量”是样品在微观下所含微粒数，“质量”则为物体在宏观下平动惯量大小的属性，两者均为物理量，且其单位均属国际单位制的七个基本单位。